# Sina Wall
Pour les articles homonymes, voir Wall.
Sina Wall, née le 30 décembre 1989 à Munich, est une joueuse professionnelle de squash représentant l'Allemagne. Elle atteint en décembre 2011 la 41e place mondiale sur le circuit international, son meilleur classement. Elle est championne d'Allemagne à deux reprises.
Depuis juillet 2017, elle est mariée au joueur professionnel de squash Raphael Kandra.

## Palmarès

### Titres
- Championnats d'Allemagne : 2 titres (2011, 2015)